# Antropofagia en Mesoamérica

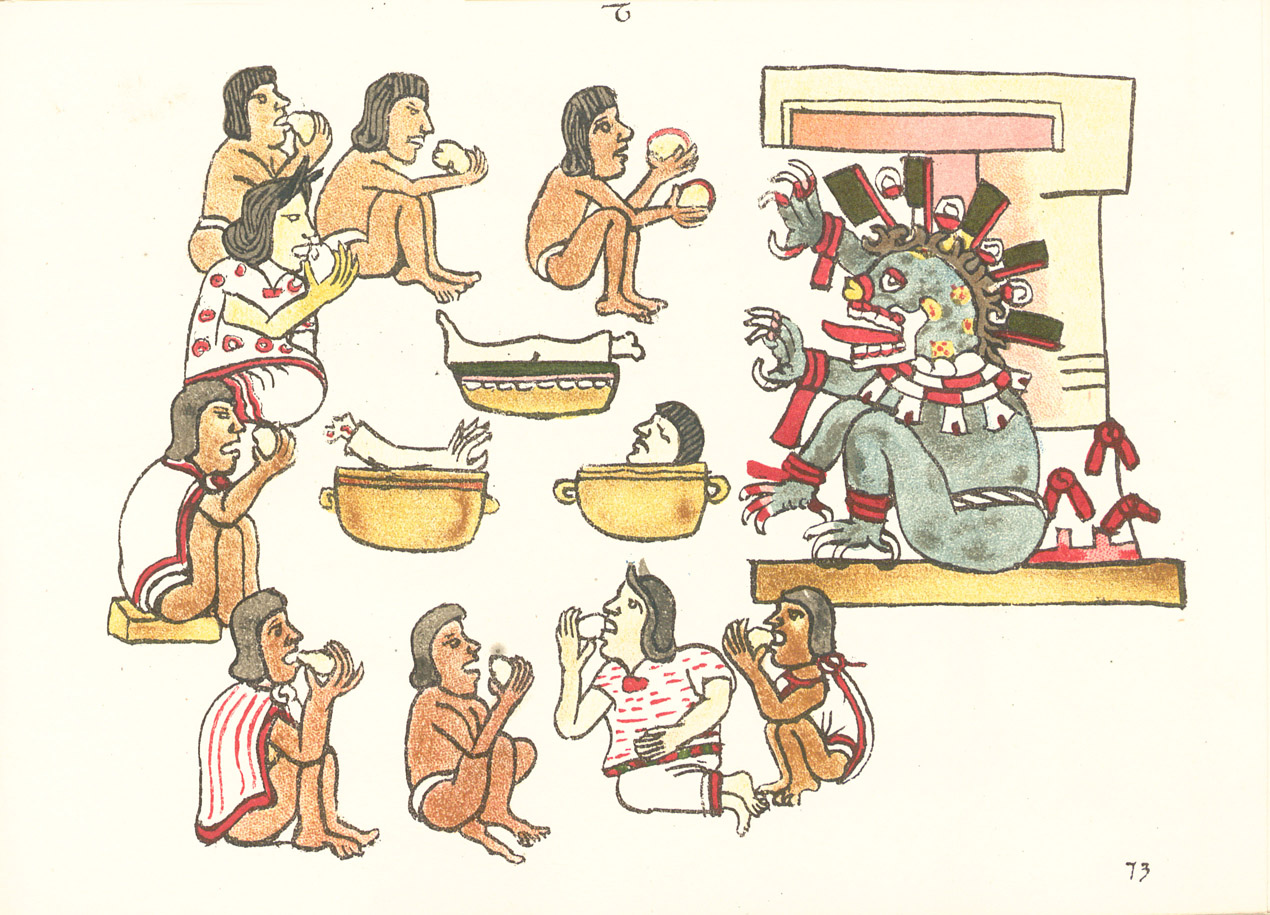
Escena interpretada como canibalismo en el Códice Magliabechiano, folio 73r. El contenido de este códice, proveniente del, es fundamentalmente religioso, como se confirma con la deidad que acompaña a los participantes del ritual.

La existencia de antropofagia en Mesoamérica es objeto de acuerdo entre la mayoría de los historiadores, aunque no los motivos ni las proporciones de la misma. La teoría hegemónica supone que la antropofagia era ritual, inspirada por motivos fundamentalmente religiosos. Los mexicas solían cocinar el cuerpo de la persona sacrificada para preparar el platillo llamado tlacatlaolli y se repartía en un banquete. En otras, se mataba a esclavos o «tlaaltitin», ofrecidos por comerciantes o artesanos con motivo de su propia fiesta religiosa. El cuerpo de la víctima era entregado al sacrificador, quien ofrecía una parte a las autoridades. Los muslos podían ser enviados al palacio real; las vísceras podían servir para alimentar a los animales del emperador: pumas, jaguares, serpientes. Con el resto del cuerpo el sacrificador organizaba un banquete. La porción de carne que consumía cada persona era reducida, aproximadamente 15 gramos. Según Sahagún, la carne era consumida por el anfitrión y por sus parientes.

## Panorama de antropofagia en Mesoamérica
La antropofagia en Mesoamérica fue descrita por los españoles en los siglos XV y XVI, de hecho conforme al diccionario de la lengua española de la Real Academia Española la palabra “caníbal” ( de ‘’caríbal’’) se define como un adjetivo referido a nativos de las Antillas que eran considerados antropófagos. 
En Mesoamérica, las crónicas de Indias relatan estos hechos de forma aterradora, como actos denigrantes e incomprensibles opuestos a la fe cristiana, y como una clara justificación para imponer la religión de los conquistadores españoles, pues consideraron que estos actos eran cosa del diablo. Las prácticas de guerra, el cautiverio de enemigos, las prácticas de desollar a los prisioneros de guerra, el derramamiento de sangre, el autosacrificio de sangre, los sacrificios humanos, y la antropofagia formaban parte de la vida cotidiana y de la complicada religión politeísta de muchas culturas mesoamericanas.

## Cultura maya
Los sacrificios humanos están documentados en la cultura maya, en cuanto a las prácticas de antropofagia se tienen pocos registros. Uno de ellos es el relato de Jerónimo de Aguilar quién junto a Gonzalo Guerrero, sobrevivió el naufragio del golfo de Darién. En agosto de 1511 sucedió un naufragio de expedicionarios que viajaban de la actual provincia de Darién hacia la isla de La Española, fueron sorprendidos por una tormenta, solo una veintena de expedicionarios sobrevivió en un batel, fueron arrastrados hacia el norte por la corriente del canal de Yucatán , finalmente tocaron tierra en la zona norte de la península de Yucatán donde fueron capturados por la tribu maya de los cocomes, de acuerdo con Aguilar cuatro de los compañeros, entre ellos el capitán fueron comidos por los nativos.

..”Prosiguiendo Aguilar su plática, dixo: «E desta manera anduvimos catorce días, al cabo de los cuales nos echó la corriente, que es allí muy grande y va siempre tras del sol, a esta tierra, a una provincia que se dice Maya. En el camino murieron de hambre siete de los nuestros, y viniendo los demás en poder de un cruel señor, sacrificó a Valdivia y a otros cuatro; y ofresciéndolos a sus ídolos, después se los comió, haciendo fiesta, según el uso de la tierra, e yo con otros seis quedamos en caponera, para que estando más gordos, para otra fiesta que venía, solemnizásemos con nuestras carnes su banquete..”
Crónica de la Nueva España, Francisco Cervantes de Salazar

## Cultura tlaxcalteca
De acuerdo a las crónicas de la conquista, después de ganar batallas y someter a los pueblos indígenas, Cortés solía convencerlos de abandonar las prácticas de sacrificios humanos y antropofagia. Tuvo largas pláticas con los mayas de Cozumel, con los mayas chontales en Centla, con los totonacas de Cempoala, e incluso con sus más numerosos y fuertes aliados, los tlaxcaltecas. Las principales autoridades de la república tlaxcalteca, incluso fueron bautizados a la fe cristiana. 
La matanza de Cholula y la matanza del Templo Mayor muchas veces han sido justificadas como castigos ejemplares para impedir los sacrificios humanos que practicaban cholultecas y mexicas. Sin embargo este castigo nunca se ejerció en contra de los tlaxcaltecas, evidentemente por la conveniencia de la alianza, durante el sitio de Tenochtitlan, se relataron los siguientes acontecimientos:

..”Era cosa notable lo que nuestros indios hacían y decían aquel día a los de la ciudad: unas veces los desafiaban, otras los convidaban a cenar, mostrándoles piernas y brazos, y otros pedazos de hombres, y decían: "Esta carne es de la vuestra, y esta noche la cenaremos y mañana la almorzaremos, y después vendremos por más; por eso no huyáis, que sois valientes, y más os vale morir peleando que de hambre"; y luego, tras esto, nombraban cada uno a su ciudad y prendían fuego a las casas..”
Historia de la conquista de México, Francisco López de Gómara.

..’’y vamos por la plaza adelante alaceando y derrocando y atajando muchos, que por nuestros amigos que nos seguían eran tomados, de manera que de esta celada se mataron más de quinientos, todos los más principales, esforzados y valientes hombres;  aquella noche tuvieron bien que cenar nuestros amigos,  porque todos los que se mataron y llevaron hechos pozas para comer..’’
Tercera carta de relación, Hernán Cortés.

..”e hizo gran estrago, matando a unos, derrocando a otros, y cortando el paso a muchos, que en seguida prendían allí los indios amigos. En esta emboscada, sin contar los de los combates, murieron quinientos mexicanos y quedaron presos otros muchos. Tuvieron bien de cenar aquella noche los indios nuestros amigos. No se les podía quitar el comer carne de hombres...”
 Historia de la conquista de México, Francisco López de Gómara.

## Cultura huasteca
Fueron tres los intentos por conquistar la región del río Pánuco por parte del gobernador de Jamaica, Francisco de Garay, las dos primeras expediciones que estuvieron a cargo de Alonso Álvarez de Pineda y Diego de Camargo fracasaron y no fueron muy documentadas, la tercera expedición fue comandada personalmente por Garay, mientras el gobernador viajó a México para entrevistarse con Hernán Cortés, los soldados se amotinaron y hostigaron a los nativos huastecos robándoles gallinas, mantas y mujeres. La respuesta no se hizo esperar:

..”Y desde que aquello vieron los indios de aquella provincia se concretaron todos a uno de matarlos, y en pocos días sacrificaron y comieron más de quinientos españoles, y todos eran de los de Garay; y en un pueblo hubo que sacrificaran sobre cien españoles juntos, y por todos los más pueblos no hacían sino a los que andaban desmandados matarlos y comer y sacrificar...
Historia verdadera de la conquista de la Nueva España, Bernal Díaz del Castillo.

Después de este suceso, Cortés emprendió una fuerte campaña militar en la zona, en esta ocasión más por el deseo de venganza, que por ambición o conquista, pues la zona no era rica en minerales ni piedras preciosas, ni los nativos tenían grandes ciudades. El propio Díaz del Castillo hace mención de los gastos de campaña a manera de cuantificación de las pérdidas económicas.

## Chichimecas
Los chichimecas que en realidad eran un conjunto de diversos pueblos a los cuales se les atribuyó generalizadamente este nombre, también fueron registrados realizando prácticas de antropofagia:

..”También sacrificaban más allá de Jalisco hombres a un ídolo como culebra enroscada, y quemándolos vivos, que es lo más cruel de todo, y se los comían medio asados..”
Historia de la conquista de México, Francisco López de Gómara.

## Mexicas
La antropofagia en los mexicas ha sido la más estudiada después de la conquista de México. Al parecer los españoles no fueron testigos directos de esta actividad debido a las circunstancias del encuentro con este pueblo, sin embargo sí recibieron amenazas directas. Esto sucedió después de la matanza del Templo Mayor, los mexicas también se habían percatado de la prisión de Moctezuma Xocoyotzin, y se encontraban seriamente ofendidos por los hechos ocurridos: 

..  decían: "Si no tuviéramos miedo a una mujer y al del caballo blanco, ya estaría derribada vuestra casa, y vosotros cocidos, aunque no comidos, pues no sois buenos de comer, que el otro día lo probamos, y amargáis; mas os hemos de echar a las águilas, leones, tigres y culebras, que os traguen por nosotros; pero con todo esto, si no soltáis a Moctezuma y os vais en seguida, pronto seréis muertos santamente, cocidos con chilmolli y comidos por animales salvajes, pues no sois buenos para estómagos de hombres; porque siendo Moctezuma nuestro señor y el dios que nos da mantenimiento, os atrevisteis a prenderle y tocar con vuestras manos ladronas, y a vosotros, que cogéis lo ajeno, ¿cómo os aguanta la tierra, que no os traga vivos? Pero andad, que nuestros dioses, cuya religión profanasteis, os darán vuestro merecido...
Historia de la conquista de México, Francisco López de Gómara

Díaz del Castillo relató el hecho de forma semejante, pero durante el sitio de Tenochtitlan, en un momento posterior a la captura de los españoles que fueron sacrificados, y desollados en Tlatelolco: Mirad cuán malos y bellacos sois, que aún vuestras carnes son tan malas para comer que amargan como las hieles, que no las podemos tragar de amargor.

## Primeras observaciones
Los cronistas de la conquista de México, testificaron las estrategias de combate de los mexicas, se percataron que el objetivo principal era la captura de guerreros enemigos y no necesariamente darles muerte en las batallas:

..”..Y dejémoslo ya, y diré y declararé por qué he dicho en todas estas guerras mexicanas, cuando nos mataron a nuestro compañeros, lleváronlos y no digo matáronlos, y la causa es ésta: porque los guerreros que con nosotros peleaban aunque pudieran matar a los que llevaban vivos de nuestros soldados, no los mataban luego, sino dábanles heridas peligrosas por que no se defendiesen, y vivos los llevaban a sacrificar a su ídolo de la guerra, y esta es la causa por qué he dicho lleváronlos...
Historia verdadera de la conquista de la Nueva España, Bernal Díaz del Castillo.

..”invocando a sus dioses con más ánimo y fuerza los vencedores, y seguían los alcances, y entonces prendían y cautivaban los que podían, y este era su principal despojo y victoria, prender a muchos para sacrificar a sus ídolos, que era su principal intento, y por comerse unos a otros como se comían, y tenían por mayor hazaña prender que matar; y esto era en las continuas guerras, aunque sucedían escaramuzas de mucha ventura muchas veces, fingiendo alguna huida de industria y ardid de guerra, se salían de través algunas celadas que hacían en él mortal daño a sus enemigos..”
Historia de Tlaxcala, Diego Muñoz Camargo.

..” No se usaba, como las leyes humanas permiten, que el vencedor, pudiendo matar al vencido, usando de misericordia, le hiciese su esclavo o lo diese por rescate, sino que, no, solamente vencedores mataban a los vencidos y los sacrificaban cuando los traían vivos, pero después de muertos los desollaban y se vestían de sus cueros y comían, cocidas, sus carnes; los señores, las manos y muslos, y los demás, lo restante del cuerpo..
Crónica de la Nueva España, Francisco Cervantes de Salazar.

Como un segundo punto, los cronistas relataron que tras haber sido sitiada la ciudad de Tenochtitlan por más de noventa días, y encontrarse en circunstancias de hambruna, pues no tenían suministros de agua ni alimentos, los mexicas no recurrieron a la antropofagia como un recurso para apaciguar el hambre, López de Gómara, y Díaz del Castillo coincidieron en la observación: 

..."Ellos bien la quisieran a la postre (la paz); mas Cuahutimoc no la quiso, porque al principio la rehusaron contra su voluntad  y consejo,  y porque muriéndose todos, no dieron señal de flaqueza; porque se tenían los muertos en casa porque sus enemigos no los viesen. De aquí también se conoce cómo mexicanos, aunque comen carne de hombre, no comen a de los suyos como algunos piensan; que si la comieran, no murieran ansí de hambre"..
Historia de la conquista de México, Francisco López de Gómara.

..”y hallóse toda la ciudad como arada y sacadas las raíces de las hierbas buenas que habían comido cocidas, hasta la corteza de algunos árboles; de manera que agua dulce no les hallamos ninguna, sino salada. También quiero decir que no comían las carnes de sus mexicanos, si no eran de las nuestras y tlaxcaltecas que apañaban, y no se ha hallado generación en muchos tiempos que sufriese el hambre y sed y continuas guerras como éstas”..
Historia verdadera de la conquista de la Nueva España, Bernal Díaz del Castillo.

## Primeros estudios delsigloXVI
Fue fray Bernardino de Sahagún uno de los primeros estudiosos de la religión y costumbres de los mexicas, escribió la Historia general de las cosas de la Nueva España basándose en investigaciones de primera mano de los nativos mexicanos, su obra está dividida en doce libros. En el siglo XX, Ángel María Garibay resalta la importancia de la obra de Sahagún para el conocimiento de las ideas religiosas del grupo racial náhuatl, y de toda Mesoamérica, debido a las grandes afinidades en los sistemas de creencias entre todos los pueblos, incluso la cultura maya fue influenciada por las culturas del altiplano en el período posclásico mesoamericano.
El segundo de los doce libros de la Historia general de las cosas de la Nueva España, se llama Que trata del calendario, fiestas y ceremonias, sacrificios y solemnidades que estos naturales de esta Nueva España hacían a honra de sus dioses y se detallan los sacrificios humanos que se realizaban cotidianamente y al menos en los meses de Tlacaxipehuliztili, Tepeihuitl, 
dedicados respectivamente a los dioses Xipe Tótec y Tláloc, las ceremonias incluían la práctica de antropofagia:

..” Después de haberles sacado el corazón, y después de haber echado la sangre en una jícara, la cual recibía el señor del mismo muerto, echaban el cuerpo a rodar por las gradas abajo del cu. Iba a parar a una placeta abajo; de allí la tomaban unos viejos que llamaban quaquauacuiltin y le llevaban a su calpul, donde le despedazaban y le repartían para comer
Historia general de las cosas de la Nueva España, Bernardino de Sahagún.

..”Después que las hubieron muerto y sacados los corazones, llevaban las pasito, rodando por las gradas abajo; llegadas abajo, cortaban las cabezas y espetaban las un palo, y los cuerpos llevaban los a las casas que llamaban calpul, donde los repartían para comer.”...
 Historia general de las cosas de la Nueva España, Bernardino de Sahagún.

Particularmente para la ceremonia de Xipe Tótec, Sahagún describió que las víctimas que regularmente eran comidas eran cautivos de guerras, que se les mantenía prisioneros y con vida para ser sacrificados en el mes de Tlacaxipehuliztili:

..”Después de desollados, los viejos, llamados quaquauacuiltin, llevaban los cuerpos al calpulco, adonde el dueño del cautivo había hecho su voto o prometimiento; allí le dividían y enviaban a Motecuçoma un muslo para que comiese, y lo demás lo repartían por los otros principales o parientes; íbanlo a comer a la casa del que cautivó al muerto. Cocían aquella carne con maíz, y daban a cada uno un pedazo de aquella carne en una escudilla o cajete, con su caldo y su maíz cocida. Y llamaban aquella comida tlacatlaolli; después de haber comido andaba la borrachería”...
 Historia general de las cosas de la Nueva España, Bernardino de Sahagún.

## Teóricos del canibalismo alimentario
Edward Payne en su History of the New World Called America, de 1892, especuló que los sacrificios humanos respondían a los deseos e intereses de las clases dominantes y afirmó que la ideología que motivaba el rito de ingerir la carne humana era producto de las condiciones materiales de existencia en la época.
En 1977, Michael Harner volvió a lanzar la vieja teoría de Edward Payne, afirmando que, frente a las grandes deficiencias proteínicas en la dieta de los habitantes del Valle de México, dada la ausencia de grandes mamíferos domésticos, las élites aztecas habían debido comenzar a comerse a los plebeyos
El antropólogo Marvin Harris, autor del libro Caníbales y reyes ha insistido en que la carne de las víctimas era parte de la dieta aristocrática, como recompensa, dada la falta de proteínas en la dieta común. De acuerdo con él, la economía azteca no habría sido lo suficientemente generosa como para permitir alimentar a los prisioneros como esclavos, por lo cual éstos eran "carne en movimiento".
El profesor en París del Museo del Hombre, Christian Duverger, autor de un estudio sobre el sacrificio azteca, La flor letal, escribe: "Digámoslo para empezar: el canibalismo azteca no fue inventado íntegramente por los españoles para justificar su sangrienta conquista. Tampoco se le puede disimular tras una coartada mística, pues no es reducible a la antropofagia ritual [...]. ¡No! La antropofagia forma parte de la realidad azteca y su práctica es mucho más corriente y mucho más natural de lo que a veces se suele presentar." Y añade: "Abramos los códices: brazos y piernas surgen de una jarra colocada sobre el fuego; unos indios acurrucados devoran, a mano, la carne de los miembros de un sacrificado". Sin embargo, Duverger pasa por alto que la imagen evocada del códice Magliabechiano (ver ilustración) representa al lado de los "indios acurrucados" que devoran carne humana a una deidad mexica y que este documento es un texto de mediados del siglo XVI cuyo contenido es de carácter fundamentalmente religioso.
No obstante, a principios de 2005 fue publicada una nota periodística, "Los aztecas sí eran caníbales; hallan en Ecatepec utensilios de cocina al lado de huesos humanos". La nota del periódico mexicano La Crónica, basada en Discovery Channel, dice que "los aztecas cocinaban, despellejaban y comían seres humanos, de acuerdo con afirmaciones de arqueólogos mexicanos, incluido el director del Museo del Templo Mayor".

## Controversia
Ortiz de Montellano, entre otros, ha presentado evidencia de que los aztecas tenían una dieta equilibrada y que la aportación nutricional del canibalismo no era muy efectiva. Los aztecas parecían poseer suficientes fuentes de proteínas, pues habían domesticado tres especies de animales para consumir su carne: guajolote, pato criollo (Cairina moschata) y perro. Además, aunque no domésticos, la gran cantidad de venado salvaje y otras fuentes de proteínas animales en la región reduce la credibilidad de la hipótesis que privilegia el canibalismo por razones alimenticias como explicación de los sacrificios aztecas. "La propia descripción de la forma de cocinar esta carne", dice Sophie D. Coe, "de la cual estaba ausente el chile, sugiere que no se trataba de una comida ordinaria sino de un rito religioso." De acuerdo con Coe, Harner fue inducido al error porque el momento en el que escribió su artículo era el de la "gran locura proteínica" en los Estados Unidos, cuando algunos antropólogos medían a cada civilización dependiendo de la cantidad de proteínas animales que, en promedio, consumían los ciudadanos.
Michel Graulich declaró que: El banquete antropófago era un evento religioso y social muy importante. Se comía al muerto divinizado, se unía con él, pero también se trataba de una ocasión para invitar y honrar a familiares, para hacer relaciones con personajes importantes, para ganar prestigio, y en todo esto se podía gastar el producto de años de trabajo.